# Броненосці берегової оборони типу «Зігфрід»
Броненосці берегової оборони типу «Зігфрід» — шість броненосців берегової оборони, побудованих німецьким Імператорським флотом Німеччини наприкінці XIX століття. Кораблі призначалися для захисту узбережжя Німеччини від атак з моря.
Крім головного корабля «Зігфрід» до типу входили також «Беовульф», «Фритьйоф», «Гаймдаль», «Гільдебранд» і «Гаген». Усі шість кораблів були названі на честь персонажів скандинавської міфології. Ще два броненосці типу «Одін» були побудовані за дещо вдосконаленим проєктом, хоч часто їх також зараховують до типу «Зігфрід».

## Конструкція
З бюджетних міркувань ці кораблі будували на основі найменшого з представлених 10 проєктів, які варіювалися від 2500 до 10000 тонного основного корабля. Щоправда тоннаж дещо збільшили, аби розмістити додаткову гармату головного калібру, який теж збільшили від 210 до 240 мм. Дві башти розмістили на носі поруч, оскільки німецькі теоретики ще залишалися під впливом ефективності таранних атак, відповідно вогонь при них мав концентруватися по напрямку руху корабля.
Допоміжним калібром мали стати 37 мм револьверні гармати. Втім проведені випробування показали їх недостатню ефективність проти сучасних міноносців, тож їх замінили 88 мм скорострільними гарматами.

## Служба
Кораблі типу «Зігфрід» вже застарілі на початок Першої світової війни, і перед тим, як їх було виведено з бойового складу флоту 1915 р., їх лише обмежено застосовували. Потім вони виконували різноманітні допоміжніфункції: плавучих казарм, кораблів-мішеней, а у випадку з «Беовульфом» — криголама у Балтійському морі.
Усі шість кораблів були виключені зі складу флоту 17 червня 1919 року, за кілька днів до підписання Версальського договору. П'ять кораблів були продані на металобрухт відразу після того, як їх викреслили з реєстру (при цьому «Гільдебранд» був втрачений під час транспортування), але «Фритьйоф» був придбаний судноплавною компанією та перетворений на вантажне судно. Він виконував відповідні функції, аж поки його тежне розібрали у 1930 році.